# Бойко, Дмитрий Викторович
Дмитрий Викторович Бойко (укр. Дмитро Вікторович Бойко; род. 16 января 1986, Полянь) — украинский фехтовальщик на саблях, призёр чемпионатов мира и Европы, участник Олимпийских игр 2012 года. Заслуженный мастер спорта Украины по фехтованию (2003).

## Биография
Тренировался у Ольги и Валерия Штурбабиных.
Бойко выиграл бронзовую и серебряную медаль в командных соревнованиях на чемпионатах мира 2003 и 2006 годов. Принимал участие в Олимпийских играх 2012 года, где в первом бою потерпел поражение от румынского спортсмена Рареша Думитреску 12:15. В следующем году вместе с командой выиграл бронзу на чемпионате Европы в Загребе.
В августе 2014 женился на выдающейся украинской саблистке Ольге Харлан (в разводе, с 2018 года).
Выпускник Львовского государственного университета физической культуры.